# Rutuls
|  | Aquest article tracta sobre el poble del Caucas. Vegeu-ne altres significats a «Rútuls». |

Els rutuls (en rútul, мыхIадабыр; en rus, рутульцы) són un poble del Daguestan, al Caucas. Fins a l'època soviètica es repartien en diferents auls (llogarets), formant part de la Rutul Magal, una federació de clans a la qual tots els rutuls estaven associats, però en què també hi havia clans tsakhurs i lesguians. L'associació va permetre constituir la nació rutul sota el domini soviètic.
Els rutuls habiten vint pobles del sud-oest del Daguestan (divuit dels quals a la vall del Samur i dos a la d'Akhtiçay) i dos pobles de l'Azerbaidjan, a tocar de la frontera. A l'inici del domini soviètic estaven a punt de ser absorbits pels lesguians i els àzeris, però es va poder evitar.
El rutul forma part de les llengües lesguianes, grup samurià de la fracció nord-est (txexeno-daguestànica) de les llengües caucàsiques. És llengua vernacular. Abans del 1920, els que sabien escriure ho feien en àrab. Després, fins al 1930, es van fer servir per a l'escriptura el lesguià i l'àzeri; posteriorment, la llengua literària va ser el rus (àzeri als dos pobles de l'Azerbaidjan), fins que, el 1990, el rutul va esdevenir llengua literària.
La religió més antiga era politeista, però després es va difondre pel Caucas el zoroastrisme (segle v aC). Al segle V va començar la influència cristiana, portada pels armenis. L'islam es va introduir al segle xi, si bé els àrabs havien arribat al Caucas als segles vii i viii. Els rutuls van passar a ser, teòricament, musulmans, però conservaven moltes influències zoroastrianes i cristianes, i fins i tot politeistes. Al segle xviii es van difondre els moviments sufís conservadors, i les influències preislàmiques van ser eliminades al segle xix. Després, els rutuls van passar a ser musulmans sunnites, però conservant costums propis, com la venjança de clan. Fins al segle xx, el matrimoni era endogàmic dins el clan, però, els darrers anys, aquesta pràctica ha cedit terreny, amb casos de matrimonis interètnics i altres d'exogàmics.
Els rutuls són pastors transhumants, principalment de bens i cabres, dels quals aprofiten la carn, la llet i la llana. L'agricultura és minsa perquè el seu hàbitat és massa muntanyós. Durant el període soviètic, una part del jovent emigrava als centres urbans, però aquesta tendència no està documentada els darrers anys.
El 1926 hi havia, segons el cens oficial, 10.495 rutuls; el 1952 eren 6.732, però el 1970 havien pujat a 12.071; el 1979, a 15.032, i el 1989, a 29.672. El 2002 eren gairebé 30.000 només al Daguestan, i uns 200 a l'Azerbaidjan. Avui es calcula que serien, en total, més de 40.000, comptant-hi les comunitats emigrades a Turquia i Síria.
Inicialment no hi havia notícies que la nació rutul hagués adoptat cap bandera, com han fet altres nacions del Daguestan, però més tard es van poder veure fotos en què es mostra una bandera rectangular de tres franges, verda, blanca i verda, amb la inscripció "Rutul" en caràcters ciríl·lics verds a la franja blanca.